# 7A busz (Sopron)
A soproni 7A jelzésű autóbusz Boldogasszonyi utca és Jereván lakótelep végállomások között közlekedik.

## Az Aranyhegyi lakópark autóbuszjáratai
2023. december 10-től jelentősen átalakult az Aranyhegyi lakópark buszközlekedése. A korábbi közlekedési rend megszűnt, helyette új körjáratok közlekednek, amelyek már a Várkerületet is érintik, így közvetlen kapcsolat jött létre a belváros és Aranyhegy, Virágvölgy illetve a Híd utca között. A fejlesztéssel továbbá Virágvölgy városrész már hétvégén is elérhetővé válik tömegközlekedéssel.
 A 27, 27A, 27B és 27T jelzésű buszok a lakópark felé érintik a Várkerületet, visszafelé a Bécsi úton közlekednek, míg a 7, 7A, 7B és 7T jelzésű buszok pedig fordítva, odafelé a Bécsi úton, visszafelé pedig a Várkerületen haladnak. Valamennyi autóbusz az Erzsébet Kórház érintésével közlekedik, kiváltva ezzel a korábbi 20-as járatot.
 A 27A jelzésű busz csak a Boldogasszonyi utcáig közlekedik, majd onnan új számjellel (27A→7A) tér vissza a Jereván lakótelepre, tehát mindkét irányban a Várkerületen át halad. A "B" jelzéssel ellátott járatok Virágvölgyet is feltárják, a "T" jelzéssel ellátott járatok pedig a Kurucdomb és a Thököly tér érintésével közlekednek.
 A 17-es busz a Jereván lakótelepről indulva a Bécsi úton át, az Aranyhegyi lakópark érintésével, körjáratként közlekedik. Ez a járat 2024. augusztus 31-ig a Virágvölgy érintésével közlekedett.
 A 27Y jelzésű busz a Boldogasszonyi utcától indul, majd a Híd utca, Csengery utca után a 11-es busz vonalán haladva a Jereván lakótelepig jár munkanapokon reggel.
 2024. szeptember 1-jétől munkanapokon a legtöbb 7A járat helyett 7B buszok indulnak a Jereván lakótelepről, a Virágvölgy érintésével.

## Útvonal
| Boldogasszonyi utca → Várkerület → Jereván lakótelep |
| --- |
| Boldogasszonyi utca végállomás – Boldogasszonyi utca – Tómalom utca – Ív utca – Tárcy-Hormoch Antal utca – Faller Jenő utca – Verő József utca – Kőrösi Csoma Sándor utca – Híd utca – Fapiac utca – Fraknói utca – Kőfaragó tér – Magyar utca – Győri út – Csengery utca – Erzsébet utca – Állomás utca – Mátyás király utca – Széchenyi tér – Várkerület – Lackner Kristóf utca – Teleki Pál út – IV. László király utca – Jereván lakótelep végállomás |

## Megállóhelyek
| Távolság (km) | Idő (perc) | Megállóhely neve                       | Átszállási lehetőségek | Fontosabb nevezetességek, helyek, áruházak és intézmények a közelben |
| ------------- | ---------- | -------------------------------------- | --- | --- |
| 0             | 0          | Boldogasszonyi utca                    | 7, 7B, 7T, 15, 17, 27, 27A, 27B, 27T, 27Y | |
| 0,4           | 1          | Rákosi út, Ív utca                     | 7, 7B, 7T, 15, 17, 27, 27A, 27B, 27T, 27Y | |
| 0,8           | 2          | Faller Jenő utca                       | 7, 7B, 7T, 15, 17, 27, 27B, 27T, 27Y | |
| 1,2           | 3          | Aranyhegyi Ipari Park                  | 7, 7B, 7T, 15, 17, 27, 27B, 27T, 27Y | |
| 1,7           | 3          | Híd utca, Rákosi út                    | 5Y, 7, 7B, 7T, 13, 13B, 15, 27, 27A, 27B, 27T, 27Y, 33 | Szent Mihály temető Szent Mihály-templom |
| 2,2           | 4          | Híd utca, Balfi út                     | 5B, 5Y, 7, 7B, 7T, 13, 13B, 14, 14B, 15, 15A, 27, 27A, 27B, 27T, 27Y, 33 | Soproni Szent Kereszt kápolna |
| 2,6           | 5          | Fapiac                                 | 5B, 5Y, 7, 7B, 7T, 11A, 11Y, 13, 13B, 14, 14B, 15, 15A, 27, 27A, 27B, 27T, 27Y, 33                                                                                              | Szent István park Soproni Szent István Plébánia |
| 3,0           | 6          | Győri út, Erzsébet Kórház              | 7, 7B, 7T, 11, 11B, 27, 27A, 27B, 27T | Soproni Erzsébet Oktató Kórház és Rehabilitációs Intézet Posta |
| 3,7           | 7          | Csengery utca 89.                      | 4, 5, 5A, 5T, 5Y, 7, 7B, 7T, 11, 11A, 11B, 11Y, 22, 27, 27A, 27B, 27T, 27Y, 32 Helyközi és távolsági autóbuszjáratok                                                            | Soproni Erzsébet Oktató Kórház és Rehabilitációs Intézet Posta |
| 3,8           | 7          | Csengery utca, Király Jenő utca        | 1, 2, 3Y, 4, 5, 5A, 5T, 7, 7B, 7T, 10, 10B, 10Y, 11, 11A, 11B, 11Y, 12, 12B, 22, 27, 27A, 27B, 27T, 27Y, 32 Helyközi és távolsági autóbuszjáratok                               | Sopron vasútállomás GYSEV Zrt. SPAR szupermarket |
| 4,0           | 8          | Csengery utca, nyomda                  | 1, 2, 3Y, 4, 5, 5A, 5T, 7, 7B, 7T, 10, 10B, 10Y, 11, 11A, 11B, 11Y, 12, 12B, 22, 27, 27A, 27B, 27T, 27Y, 32 Helyközi és távolsági autóbuszjáratok                               | Sopron vasútállomás GYSEV Zrt. SPAR szupermarket |
| 4,5           | 9          | GYSEV pályaudvar                       | 1, 2, 3Y, 4, 5, 5A, 5T, 7, 7B, 7T, 10, 10B, 10Y, 11, 11A, 11B, 11Y, 12, 12B, 22, 27, 27A, 27B, 27T, 27Y, 32 Helyközi és távolsági autóbuszjáratok                               | Sopron vasútállomás GYSEV Zrt. SPAR szupermarket |
| 4,7           | 10         | Mátyás király utca, Deák tér           | 1, 2, 3Y, 4, 5, 5A, 5B, 5T, 7, 7B, 7T, 10, 10B, 10Y, 11, 11A, 11B, 11Y, 12, 12B, 27Y, 32                                                                                        | Liszt Ferenc Konferencia- és Kulturális Központ Soproni Petőfi Színház Posta Soproni Szent Júdás Tádé-templom SOE Lámfalussy Sándor Közgazdaságtudományi Kar Európa leghosszabb tere – Deák tér |
| 5,0           | 11         | Várkerület, Ötvös utca                 | 1, 2, 3Y, 4, 5, 5A, 5B, 5T, 7, 7B, 7T, 10, 10B, 10Y, 11, 11A, 11B, 11Y, 12, 12B, 13B, 14, 14B, 15, 15A, 27, 27A, 27B, 27T, 27Y, 32, 33                                          | Liszt Ferenc Konferencia- és Kulturális Központ Soproni Petőfi Színház Posta Soproni Szent Júdás Tádé-templom SOE Lámfalussy Sándor Közgazdaságtudományi Kar Európa leghosszabb tere – Deák tér |
| 5,3           | 12         | Várkerület, Árpád utca                 | 1, 2, 7, 7B, 7T, 10, 10B, 10Y, 27, 27A, 27B, 27T | Tűztorony Városháza Mária-szobor Szentháromság-szobor Posta Szent György-templom Scarbantia Régészeti Park                                                                                      |
| 5,7           | 13         | Várkerület, Festő köz                  | 1, 2, 3Y, 4, 5, 5A, 5B, 5T, 7, 7B, 7T, 10, 10B, 10Y, 11Y, 12, 12B, 13, 14, 14B, 15, 15A, 32, 33                                                                                 | Tűztorony Városháza Mária-szobor Szentháromság-szobor Posta Szent György-templom Scarbantia Régészeti Park                                                                                      |
| 6,2           | 15         | Lackner Kristóf utca, autóbusz-állomás | 1, 2, 3, 3Y, 4, 5, 5A, 5B, 5T, 5Y, 7, 7B, 7T, 8, 10, 10B, 10Y, 11Y, 12, 12B, 13, 13B, 14, 14B, 15, 15A, 17, 21, 27, 27A, 27B, 27T, 32, 33 Helyközi és távolsági autóbuszjáratok | Soproni autóbusz-állomás Soproni Rendőrkapitányság Káposztás utcai Stadion INTERSPAR áruház Vásárcsarnok                                                                                        |
| 6,8           | 16         | Teleki Pál út 2.                       | 1, 2, 3Y, 5, 5A, 5B, 5Y, 7, 7B, 7T, 10, 10B, 10Y, 11Y, 12, 12B, 13, 13B, 17, 27, 27A, 27B, 27T                                                                                  | McDonald’s étterem Sopron Pláza Káposztás utcai Stadion Ibolya-tó |
| 7,3           | 17         | IV. László király utca 5.              | 3Y, 5, 5A, 5B, 7, 7B, 7T, 10, 10B, 10Y, 11, 11A, 11B, 27, 27A, 27B, 27T, 27Y | Posta Soproni Szakképzési Centrum Fáy András Két Tanítási Nyelvű Közgazdasági Technikum |
| 7,8           | 18         | Jereván lakótelep                      | 1, 2, 3Y, 5, 5A, 5Y, 7, 7B, 7T, 10, 10B, 10Y, 11, 11B, 11Y, 12, 12B, 13, 17, 27, 27A, 27B, 27T                                                                                  | Helyi buszvégállomás |